# 31147 Miriquidi
31147 Miriquidi è un asteroide della fascia principale. Scoperto nel 1997, presenta un'orbita caratterizzata da un semiasse maggiore pari a 2,3105165 au e da un'eccentricità di 0,0574841, inclinata di 3,59837° rispetto all'eclittica.
L'asteroide è dedicato all'omonima foresta medievale nella zona dei Monti Metalliferi .